# Списък на паметници на комунистическата съпротива във Вардарска Македония
Списък на паметници на комунистическата съпротива във Вардарска Македония (1941 – 1944) и на паметници на Народните герои на Югославия от Втората световна война, намиращи се на територията на съвременната Северна Македония.

## Мемориални комплекси
| Мемориални комплекси, посветени на комунистическата съпротива във Вардарска Македония | Мемориални комплекси, посветени на комунистическата съпротива във Вардарска Македония | Мемориални комплекси, посветени на комунистическата съпротива във Вардарска Македония | Мемориални комплекси, посветени на комунистическата съпротива във Вардарска Македония | Мемориални комплекси, посветени на комунистическата съпротива във Вардарска Македония | Мемориални комплекси, посветени на комунистическата съпротива във Вардарска Македония |
| Снимка                                                                                | Име                                                                                   | Разположение                                                                          | Посветен на                                                                           | Автор и година на създаване                                                           | Забележка                                                                             |
| ------------------------------------------------------------------------------------- | ------------------------------------------------------------------------------------- | ------------------------------------------------------------------------------------- | ------------------------------------------------------------------------------------- | ------------------------------------------------------------------------------------- | ------------------------------------------------------------------------------------- |
|                                                                                       | Мемориален комплекс „Бутел“                                                           | Скопие                                                                                | Загиналите борци на НОВМ от Скопие                                                    | скулптор Йордан Грабулоски, архитект Душан Пецовски (1961)                            | —                                                                                     |
|                                                                                       | Мемориален комплекс на падналите борци на революцията                                 | Щип                                                                                   | Борците от НОВЮ, загинали във Втората световна война                                  | архитект Богдан Богданович (1974)                                                     | —                                                                                     |
|                                                                                       | Партизанско гробище                                                                   | Битоля                                                                                | Жертвите на фашизма и борците от НОВЮ, загинали във войната                           | —                                                                                     | —                                                                                     |
|                                                                                       | Партизанско гробище                                                                   | Велес                                                                                 | Борците от НОВЮ, загинали във войната                                                 | —                                                                                     | —                                                                                     |
|                                                                                       | Партизанско гробище                                                                   | Гостивар                                                                              | Борците от НОВЮ, загинали във войната                                                 | —                                                                                     | —                                                                                     |
|                                                                                       | Партизанско гробище                                                                   | Кочани                                                                                | Борците от НОВЮ, загинали във войната                                                 | —                                                                                     | —                                                                                     |
|                                                                                       | Партизанско гробище                                                                   | Крушево                                                                               | Борците от НОВЮ, загинали във войната                                                 | —                                                                                     | —                                                                                     |
|                                                                                       | Партизанско гробище                                                                   | Охрид                                                                                 | Борците от НОВЮ, загинали във войната                                                 | —                                                                                     | —                                                                                     |
|                                                                                       | Партизанско гробище                                                                   | Тетово                                                                                | Борците от НОВЮ, загинали във войната                                                 | —                                                                                     | —                                                                                     |
|                                                                                       | Паметник „Свобода“                                                                    | Кочани                                                                                | Борците от НОВЮ от Кочани и околията, загинали във войната                            | художник Глигор Чемерски и архитект Радован Раченович (1975 – 1977)                   | —                                                                                     |

## Паметници на НОВМ
| Народоосвободителна война на Македония | Народоосвободителна война на Македония                                                                | Народоосвободителна война на Македония | Народоосвободителна война на Македония                                 | Народоосвободителна война на Македония                                              | Народоосвободителна война на Македония |
| Снимка                                 | Име                                                                                                   | Разположение                           | Посветен на                                                            | Автор и година на създаване                                                         | Забележка                              |
| -------------------------------------- | --- | -------------------------------------- | ---------------------------------------------------------------------- | ----------------------------------------------------------------------------------- | -------------------------------------- |
|                                        | „Македониум“                                                                                          | Крушево                                | Загиналите в Илинденското въстание и в съпротивата                     | скулптори Йордан Грабуловски и Искра Грабуловска (1974)                             | —                                      |
|                                        | Могила „Непобедени“                                                                                   | Прилеп                                 | Борците от НОВЮ от Кочани и околията, загинали във войната             | архитект Богдан Богданович (1961)                                                   | —                                      |
|                                        | „Снага, Слава и Победа“                                                                               | Скопие                                 | Жертвите на фашизма и борците от НОВЮ, загинали във войната            | скулптор Йордан Грабулоски (1965)                                                   | —                                      |
|                                        | Паметник на Скопския отряд                                                                            | Скопие                                 | Годишнина от основаването на бригадата                                 | —                                                                                   | —                                      |
|                                        | Паметник на 15-а македонска бригада                                                                   | Крушево                                | Годишнина от основаването на бригадата                                 | —                                                                                   | —                                      |
|                                        | Освободителите на Скопие                                                                              | Скопие                                 | Борците от НОВЮ, загинали при освобождението на града през 1944 година | скулптор Иван Миркович (1955)                                                       | —                                      |
|                                        | Паметник на падналите борци                                                                           | Белчища                                | Жертвите на фашизма и борците от НОВЮ, загинали във войната            | скулптор Йордан Грабуловски (1958)                                                  | —                                      |
|                                        | Паметник на Революцията                                                                               | Куманово                               | Борците от НОВЮ, загинали във войната                                  | скулптор Коста Ангели Радовани (1951 – 1962)                                        | —                                      |
|                                        | Костница                                                                                              | Велес                                  | Жертвите на фашизма и борците от НОВЮ, загинали във войната            | архитект Саво Суботин, скулптор Любомир Денович, художник Петър Мазев (1979 – 1980) | —                                      |
|                                        | Костница                                                                                              | Кавадарци                              | Жертвите на фашизма и борците от НОВЮ, загинали във войната            | архитект Петър Муличоски                                                            | —                                      |
|                                        | Костница                                                                                              | Кичево                                 | Жертвите на фашизма и борците от НОВЮ, загинали във войната            | скулптор Йордан Грабулоски (1963)                                                   | —                                      |
|                                        | Костница                                                                                              | Куманово                               | Жертвите на фашизма и борците от НОВЮ, загинали във войната            | скулптор Сретен Стоянович и архитект Коста Зордумис                                 | —                                      |
|                                        | Костница                                                                                              | Струмица                               | Жертвите на фашизма и борците от НОВЮ, загинали във войната            | архитект Благой Колев (1979 – 1982)                                                 | —                                      |
|                                        | Паметник „Деня на възстанието на Македония“                                                           | Струмица                               | Ден на възстанието на Македония (11 октомври 1941 година)              | —                                                                                   | —                                      |
|                                        | Паметник на депортираните евреи                                                                       | Щип                                    | 561 депортирани евреи от Щип                                           | (1978)                                                                              | —                                      |
|                                        | Паметник на 1-ва македонско-косовска ударна бригада                                                   | Сливово                                | Годишнина от създаването                                               | скулптор Йордан Грабулоски                                                          | —                                      |
|                                        | Паметник „Свобода“                                                                                    | Гевгели                                | Жертвите на фашизма и борците от НОВЮ, загинали във войната            | Скулптор Йордан Грабулоски (1969)                                                   | —                                      |
|                                        | Паметник на мястото на къщата на партизанина Перо Наков                                               | Скопие                                 | Перо Наков (1913 – 1942)                                               | —                                                                                   | —                                      |
|                                        | Паметник на мястото на къщата на партизанина Душко Попович                                            | Скопие                                 | Душко Попович (1913 – 1943)                                            | —                                                                                   | —                                      |
|                                        | Паметник на мястото на къщата на партизанина Периша Савелич                                           | Скопие                                 | Периша Савелич (1921 – 1942)                                           | —                                                                                   | —                                      |
|                                        | Паметник на мястото на къщата, в която се помещава ръководството на Народоосвободителния покрет (НОП) | Скопие                                 | Перо Наков и Панче Пешев                                               | —                                                                                   | —                                      |
|                                        | Паметник на народоосвободителната борба (НОБ)                                                         | Тетово                                 | Загиналите борци от НОВЮ и жените участници в НОБ                      | скулптор Борка Аврамова (1961)                                                      | —                                      |
|                                        | Паметник на загиналите борци                                                                          | Белчища                                | Загиналите борци от НОВЮ през войната                                  | —                                                                                   | —                                      |
|                                        | Паметник на загиналите борци                                                                          | Битоля                                 | Загиналите борци от НОВЮ през войната                                  | —                                                                                   | —                                      |
|                                        | Паметник на загиналите борци                                                                          | Бървеница                              | Загиналите борци от НОВЮ през войната                                  | —                                                                                   | —                                      |
|                                        | Паметник на загиналите борци                                                                          | Вруток                                 | Загиналите борци от НОВЮ през войната                                  | —                                                                                   | Глигор Чемерски                        |
|                                        | Паметник на загиналите борци                                                                          | Дебър                                  | Загиналите борци от НОВЮ през войната                                  | —                                                                                   | —                                      |
|                                        | Паметник на загиналите борци                                                                          | Царево село                            | Загиналите борци от НОВЮ през войната                                  | —                                                                                   | Боро Митрикески                        |
|                                        | Паметник на загиналите борци                                                                          | Железна река                           | Загиналите борци от НОВЮ през войната                                  | —                                                                                   | —                                      |
|                                        | Паметник на загиналите борци                                                                          | Железнец                               | Загиналите борци от НОВЮ през войната                                  | —                                                                                   | —                                      |
|                                        | Паметник на загиналите борци                                                                          | Зубовце                                | Загиналите борци от НОВЮ през войната                                  | —                                                                                   | —                                      |
|                                        | Паметник на загиналите борци                                                                          | Крива паланка                          | Загиналите борци от НОВЮ през войната                                  | —                                                                                   | —                                      |
|                                        | Паметник на загиналите борци и жертвите на фашизма                                                    | Леуново                                | Загиналите борци и жертвите на фашизма                                 | скулптор Томе Серафимовски                                                          | —                                      |
|                                        | Паметник на загиналите борци                                                                          | Македонски брод                        | Загиналите борци от НОВЮ през войната                                  | (1981)                                                                              | —                                      |
|                                        | Паметник на загиналите борци                                                                          | Модрич                                 | Загиналите борци от НОВЮ през войната                                  | (1977)                                                                              | —                                      |
|                                        | Паметник на загиналите борци                                                                          | Мраморец                               | Загиналите борци от НОВЮ през войната                                  | —                                                                                   | —                                      |
|                                        | Паметник на загиналите борци                                                                          | Никифорово                             | Партизаните убити на 19 август 1943 година                             | —                                                                                   | —                                      |
|                                        | Паметник на партизанския отряд „Кораб“                                                                | Ново Село                              | Борците от отряда загинали на 27 април 1943 година                     | скулптор Томе Серафимовски                                                          | —                                      |
|                                        | Паметник на загиналите борци                                                                          | Подмочани                              | Загиналите борци от НОВЮ през войната                                  | (1975)                                                                              | —                                      |
|                                        | Паметник на загиналите борци                                                                          | Радиовце                               | Загиналите борци от НОВЮ през войната                                  | —                                                                                   | —                                      |
|                                        | Паметник на загиналите борци от Първа македонско-косовска ударна бригада                              | Русяци                                 | Петимата убити партизани през ноември 1943 година                      | —                                                                                   | —                                      |
|                                        | Паметник на загиналите борци                                                                          | Свети Никола                           | Загиналите борци от НОВЮ през войната                                  | —                                                                                   | —                                      |
|                                        | Паметник на загиналите борци                                                                          | Скопие                                 | Загиналите борци от НОВЮ през войната                                  | —                                                                                   | —                                      |
|                                        | Паметник на загиналите борци                                                                          | Сърбиново                              | Загиналите борци от НОВЮ през войната                                  | —                                                                                   | —                                      |
|                                        | Паметник на загиналите борци                                                                          | Стенче                                 | Загиналите борци от НОВЮ през войната                                  | (1980)                                                                              | —                                      |
|                                        | Паметник на загиналите борци                                                                          | Струга                                 | Загиналите борци от НОВЮ през войната                                  | архитект Воислав Василевич (1974)                                                   | —                                      |
|                                        | Паметник на загиналите борци                                                                          | Струмица                               | Загиналите борци от НОВЮ през войната                                  | скулптор Илия Аджмовски                                                             | —                                      |
|                                        | Паметник на загиналите борци                                                                          | Търница                                | Загиналите борци от НОВЮ през войната                                  | —                                                                                   | —                                      |
|                                        | Паметник на загиналите борци                                                                          | Скопие                                 | —                                                                      | —                                                                                   | —                                      |
|                                        | Паметник „Първо заседание на АСНОМ“                                                                   | Скопие                                 | Участници на първото заседание от 2 август 1944 година                 | (2012)                                                                              | —                                      |
|                                        | Паметник „Преспанско съвещание“                                                                       | Отешево                                | Преспанско съвещание                                                   | скулптор Йордан Грабулоски (1973)                                                   | —                                      |
|                                        | Паметник на 12-те ваташки младежи                                                                     | Ваташа                                 | Убитите партизани в селото на 16 юни 1943 година                       | скулптор Йордан Грабулоски (1962)                                                   | —                                      |

## Паметници на народните герои и изтъкнатите дейци на съпротивата
| Паметници на народните герои и изтъкнатите дейци на съпротивата в Северна Македония | Паметници на народните герои и изтъкнатите дейци на съпротивата в Северна Македония | Паметници на народните герои и изтъкнатите дейци на съпротивата в Северна Македония | Паметници на народните герои и изтъкнатите дейци на съпротивата в Северна Македония | Паметници на народните герои и изтъкнатите дейци на съпротивата в Северна Македония | Паметници на народните герои и изтъкнатите дейци на съпротивата в Северна Македония |
| Снимка                                                                              | Име                                                                                 | Разположение                                                                        | Автор и година на създаване                                                         | Забележка                                                                           |                                                                                     |
| ----------------------------------------------------------------------------------- | ----------------------------------------------------------------------------------- | ----------------------------------------------------------------------------------- | ----------------------------------------------------------------------------------- | ----------------------------------------------------------------------------------- | ----------------------------------------------------------------------------------- |
|                                                                                     | Методи Андонов - Ченто                                                              | Прилеп                                                                              | —                                                                                   | —                                                                                   |                                                                                     |
|                                                                                     | Методи Андонов – Ченто                                                              | Скопие                                                                              | 2010                                                                                | —                                                                                   |                                                                                     |
|                                                                                     | Живко Брайковски                                                                    | Търница                                                                             | —                                                                                   | —                                                                                   |                                                                                     |
|                                                                                     | Панко Брашнаров                                                                     | Велес                                                                               | скулптор Петър Хаджибошков (2004)                                                   | —                                                                                   |                                                                                     |
|                                                                                     | Йосип Броз Тито                                                                     | Тетово                                                                              | —                                                                                   | —                                                                                   |                                                                                     |
|                                                                                     | Димитър Богоевски                                                                   | Охрид                                                                               | —                                                                                   | —                                                                                   |                                                                                     |
|                                                                                     | Петре Гьончески                                                                     | Струга                                                                              | —                                                                                   | —                                                                                   |                                                                                     |
|                                                                                     | Мише Ивановски                                                                      | Крушево                                                                             | —                                                                                   | —                                                                                   |                                                                                     |
|                                                                                     | Благой Янков                                                                        | Струмица                                                                            | —                                                                                   | —                                                                                   |                                                                                     |
|                                                                                     | Кръсте Йовановски                                                                   | Струга                                                                              | —                                                                                   | —                                                                                   |                                                                                     |
|                                                                                     | Йосиф Йосифовски                                                                    | Ресан                                                                               | —                                                                                   | —                                                                                   |                                                                                     |
|                                                                                     | Йосиф Йосифовски                                                                    | Струмица                                                                            | —                                                                                   | —                                                                                   |                                                                                     |
|                                                                                     | Кузман Йосифовски                                                                   | Прилеп                                                                              | —                                                                                   | —                                                                                   |                                                                                     |
|                                                                                     | Кузман Йосифовски                                                                   | Прилеп                                                                              | 2011                                                                                | —                                                                                   |                                                                                     |
|                                                                                     | Кузман Йосифовски                                                                   | Струга                                                                              | —                                                                                   | —                                                                                   |                                                                                     |
|                                                                                     | Вера Йоцич                                                                          | Македонска Каменица                                                                 | скулптор Томе Серафимовски                                                          | —                                                                                   |                                                                                     |
|                                                                                     | Вера Йоцич                                                                          | Скопие                                                                              | Вида Йоцич                                                                          | —                                                                                   |                                                                                     |
|                                                                                     | Мице Козар                                                                          | Прилеп                                                                              | —                                                                                   | —                                                                                   |                                                                                     |
|                                                                                     | Лазар Колишевски                                                                    | Свети Николе                                                                        | 2001                                                                                | —                                                                                   |                                                                                     |
|                                                                                     | Димче Кошаркоски                                                                    | Струга                                                                              | —                                                                                   | —                                                                                   |                                                                                     |
|                                                                                     | Тошо Куковски                                                                       | Кратово                                                                             | —                                                                                   | —                                                                                   |                                                                                     |
|                                                                                     | Никола Кукунешовски                                                                 | Струга                                                                              | —                                                                                   | —                                                                                   |                                                                                     |
|                                                                                     | Рампо Левков                                                                        | Прилеп                                                                              | —                                                                                   | —                                                                                   |                                                                                     |
|                                                                                     | Разме Малески                                                                       | Струга                                                                              | —                                                                                   | —                                                                                   |                                                                                     |
|                                                                                     | Манчу Матак                                                                         | Крушево                                                                             | —                                                                                   | —                                                                                   |                                                                                     |
|                                                                                     | Йове Михайловски                                                                    | Кратово                                                                             | —                                                                                   | —                                                                                   |                                                                                     |
|                                                                                     | Олга Мицеска                                                                        | Кичево                                                                              | —                                                                                   | —                                                                                   |                                                                                     |
|                                                                                     | Стив Наумов                                                                         | Битоля                                                                              | —                                                                                   | —                                                                                   |                                                                                     |
|                                                                                     | Ибе Паликукя                                                                        | Дебър                                                                               | —                                                                                   | —                                                                                   |                                                                                     |
|                                                                                     | Ибе Паликукя                                                                        | Кичево                                                                              | —                                                                                   | —                                                                                   |                                                                                     |
|                                                                                     | Иса Пелар                                                                           | Струга                                                                              | —                                                                                   | —                                                                                   |                                                                                     |
|                                                                                     | Петре Пирузе                                                                        | Охрид                                                                               | —                                                                                   | —                                                                                   |                                                                                     |
|                                                                                     | Боро Поцков                                                                         | Струмица                                                                            | —                                                                                   | —                                                                                   |                                                                                     |
|                                                                                     | Кочо Рацин                                                                          | Велес                                                                               | скулптор Томе Серафимовски (2002)                                                   | —                                                                                   |                                                                                     |
|                                                                                     | Кочо Рацин                                                                          | Велес                                                                               | —                                                                                   | —                                                                                   |                                                                                     |
|                                                                                     | Йово Стефановски                                                                    | Струга                                                                              | —                                                                                   | —                                                                                   |                                                                                     |
|                                                                                     | Чеде Филиповски                                                                     | Гостивар                                                                            | —                                                                                   | —                                                                                   |                                                                                     |
|                                                                                     | Тане Цалески                                                                        | Кичево                                                                              | —                                                                                   | —                                                                                   |                                                                                     |
|                                                                                     | Герас Цунев                                                                         | Струмица                                                                            | —                                                                                   | —                                                                                   |                                                                                     |
|                                                                                     | Боро Шайн                                                                           | Струга                                                                              | —                                                                                   | —                                                                                   |                                                                                     |